# Lisa Sheridan
Lisa Sheridan (Macon, (Georgia), 5 de diciembre de 1974-Nueva Orleans, 25 de febrero de 2019) fue una actriz estadounidense. Gran parte de su carrera se desarrolló en televisión, apareciendo en series como Invasión, El mentalista, Las Vegas, CSI: Miami, Diagnosis Murder, Shark o Viajero en el tiempo.

## Biografía
Sheridan nació en Macon, Georgia, donde se graduó en Mount de Sales Academy. Fue aficionada al teatro desde pequeña, apareció en su primera obra a la edad de 11 años. Estudió arte dramático en la Universidad Carnegie Mellon de Pittsburgh, Pensilvania, donde se graduó con honores y recibió el Thomas Auclair Memorial Scholarship Award al estudiante más prometedor como actor.
En televisión, Sheridan interpretó a Chloe Tanner en FreakyLinks, Larkin Groves en Invasion, y Vivian Winters en Legacy. También apareció en Journeyman. Sheridan apareció en Diagnosis: Murder con Dick Van Dyke y Lauren Dahl interpretando a Lisa. Actuó como estrella invitada en episodios de otras series, incluyendo tres episodios cada uno de CSI: Miami y Still the King.
La última aparición de Sheridan fue el papel protagonista en la película independiente de 2018 Strange Nature.
Desde 2001 hasta 2008, estuvo unida al actor Ron Livingston.  Se conocieron cuando trabajaron en la película Beat de 2000.
Sheridan falleció el 25 de febrero de 2019, a los 44 años, en su casa de Nueva Orleans. Tres meses después, el 3 de mayo, la oficina del forense de Orleans Parish determinó que la causa de la muerte fueron complicaciones por alcoholismo crónico, siendo el abuso de benzodiazepinas y una lesión cerebral por una caída anterior factores no contribuyentes. 

## Filmografía
- Paso a paso: "It Didn't Happen One Night" (1997) Bonnie
- Any Day Now: "Huh?" (1998) Donna Bishop
- Legacy (1998) Vivian Winters
- Diagnosis Murder: "The Killer Within" (1999) Lisa
- Beat (2000) Sadie
- FreakyLinks (2000-2001, 13 episodios) Chloe Tanner
- Pirates (2003)
- Carolina (2003) Debbie
- The Practice: "Concealing Evidence" (2003) Karen Evanson
- Viajero en el tiempo: "The Family Jewels" (2004) Christina Fuentes
- CSI: Las Vegas: "Bloodlines" (2004) Crystal Coombs
- Monk: "Mr. Monk and the Game Show" (2004) Lizzie Talvo
- McCartney's Genes (2005) Claudia Robertson
- Sin rastro: "End Game" (2005) Beth Hobson
- Strong Medicine: "Clinical Risk" (2005) Max
- Invasión (2005-2006, 22 episodios) Larkin Groves
- Conspiracy: "Pilot" (2006) Samantha Cross
- Los 4400: "Try the Pie" (2007) Shannon
- CSI: Miami: "Dangerous Son" y "Raising Caine" (2007) Kathleen Newberry
- Moonlight: "Out of the Past" (2007) Julia Stevens
- Viajero en el tiempo (2007) Dra. Theresa Sánchez
- Shark: "One Hit Wonder" (2008) Marcy Danner
- Salvando a Grace (2008) Michelle
- El mentalista: "Miss Red" (2009) Dra. Brooke Harper